# مكوي مكليموري
مكوي مكليموري (بالإنجليزية: McCoy McLemore)‏ مواليد 03 أبريل 1942 في هيوستن - الوفاة 30 أبريل 2009، كان لاعب كرة سلة أمريكي بدأ مسيرته الاحترافية في سنة 1964. تم اختياره من قبل فريق غولدن ستايت ووريورز خلال الدرافت. بلغ طوله 6 قدم 7 بوصة (2.0 م). اعتزل اللعب في 1972. فاز بلقب دوري إن بي إيه.

## المسيرة الاحترافية
لعب مع غولدن ستايت ووريورز من سنة 1964 إلى 1966، ثم لعب مع شيكاغو بولز من سنة 1966 إلى 1968، ثم لعب مع فينيكس صنز في سنة 1968، ثم لعب مع ديترويت بيستونز من سنة 1968 إلى 1970، ثم لعب مع كليفلاند كافالييرز في موسم 1970–1971، ثم لعب مع ميلووكي باكز في سنة 1971، ثم لعب مع هيوستن روكتس في موسم 1971–1972.

## روابط خارجية
- مكوي مكليموري على موقع إن بي أي (الإنجليزية)
- مكوي مكليموري على موقع سبورتس رفرنس (الإنجليزية)
- مكوي مكليموري على موقع كلية كرة السلة في سبورتس رفرنس.كوم (الإنجليزية)
- مكوي مكليموري على موقع ريلجم (الإنجليزية)
- مكوي مكليموري على موقع بروبوليرز (الإنجليزية)